# Groupama-FDJ/Saison 2019
Diese Liste beschreibt die Mannschaft und die Erfolge des Radsportteams Groupama-FDJ in der Saison 2019.

## Erfolge in der UCI WorldTour
| Datum    | Rennen                     | Sieger        |
| -------- | -------------------------- | ------------- |
| 2. Mai   | 2. Etappe Tour de Romandie | Stefan Küng   |
| 3. Mai   | 3. Etappe Tour de Romandie | David Gaudu   |
| 21. Mai  | 10. Etappe Giro d’Italia   | Arnaud Démare |
| 20. Juli | 14. Etappe Tour de France  | Thibaut Pinot |

## Erfolge in der UCI Europe Tour
| Datum           | Rennen                              | Kat. | Sieger        |
| --------------- | ----------------------------------- | ---- | ------------- |
| 9. Februar      | 3. Etappe Étoile de Bessèges        | 2.1  | Marc Sarreau  |
| 22. Februar     | 3. Etappe Algarve-Rundfahrt (EZF)   | 2.HC | Stefan Küng   |
| 24. Februar     | 3. Etappe Tour du Haut-Var          | 2.1  | Thibaut Pinot |
| 22.–24. Februar | Gesamtwertung Tour du Haut-Var      | 2.1  | Thibaut Pinot |
| 31. März        | Grand Prix Cholet-Pays de la Loire  | 1.1  | Marc Sarreau  |
| 5. April        | Route Adélie                        | 1.1  | Marc Sarreau  |
| 26. Mai         | 3. Etappe Tour de l’Ain             | 2.1  | Thibaut Pinot |
| 24.–26. Mai     | Gesamtwertung Tour de l’Ain         | 2.1  | Thibaut Pinot |
| 21. Juni        | 2. Etappe Route d’Occitanie         | 2.1  | Arnaud Demare |
| 23. Juni        | 4. Etappe Route d’Occitanie         | 2.1  | Arnaud Demare |
| 30. Juli        | 4. Etappe Tour de Wallonie          | 2.HC | Arnaud Demare |
| 15. September   | Tour du Doubs                       | 1.1  | Stefan Küng   |
| 18. September   | 1b. Etappe Slowakei-Rundfahrt (EZF) | 2.1  | Stefan Küng   |
| 20. September   | 3. Etappe Slowakei-Rundfahrt        | 2.1  | Arnaud Demare |
| 6. Oktober      | Tour de Vendée                      | 1.1  | Marc Sarreau  |
| 10. Oktober     | Paris–Bourges                       | 1.1  | Marc Sarreau  |

## Nationale Straßen-Radsportmeister
| Datum      | Rennen                                                | Sieger                |
| ---------- | ----------------------------------------------------- | --------------------- |
| 26. Juni   | Schweizer Meisterschaft – Einzelzeitfahren            | Stefan Küng           |
| 27. Juni   | Französische Meisterschaft – Einzelzeitfahren         | Benjamin Thomas       |
| 28. Juni   | Luxemburgische Meisterschaft – Einzelzeitfahren (U23) | Kevin Geniets         |
| 30. Juni   | Schweizer Meisterschaft – Straßenrennen               | Sébastien Reichenbach |
| 14. August | Schwedische Meisterschaft – Einzelzeitfahren          | Tobias Ludvigsson     |

## Mannschaft
| Teamkader 2019                            | Teamkader 2019     | Teamkader 2019 | Teamkader 2019                    |
| Name                                      | Geburtsdatum       | Land           | Vorheriges Team                   |
| ----------------------------------------- | ------------------ | -------------- | --------------------------------- |
| Bruno Armirail                            | 11. April 1994     | Frankreich     | Occitane CF (2017)                |
| Mickaël Delage                            | 6. August 1985     | Frankreich     | Omega Pharma-Lotto (2010)         |
| Antoine Duchesne                          | 12. September 1991 | Kanada         | Direct Énergie (2017)             |
| David Gaudu                               | 10. Oktober 1996   | Frankreich     | Côtes d'Armor-Marie Morin (2016)  |
| Daniel Hoelgaard                          | 1. Juli 1993       | Norwegen       | Joker (2015)                      |
| Stefan Küng                               | 16. November 1993  | Schweiz        | BMC Racing Team (2018)            |
| Olivier Le Gac                            | 27. August 1993    | Frankreich     | BIC 2000 (2014)                   |
| Valentin Madouas                          | 12. Juli 1996      | Frankreich     | BIC 2000 (2016)                   |
| Steve Morabito                            | 30. Januar 1983    | Schweiz        | BMC Racing Team (2014)            |
| Georg Preidler (1. Jan.–4. Mär.)          | 17. Juni 1990      | Österreich     | Team Sunweb (2017)                |
| Anthony Roux                              | 18. April 1987     | Frankreich     | UV Aube (2007)                    |
| Miles Scotson                             | 18. Januar 1994    | Australien     | BMC Racing Team (2018)            |
| Ramon Sinkeldam                           | 9. Februar 1989    | Niederlande    | Team Sunweb (2017)                |
| Benoît Vaugrenard                         | 5. Januar 1982     | Frankreich     |                                   |
| William Bonnet                            | 25. Juni 1982      | Frankreich     | BBox Bouygues Telecom (2010)      |
| Arnaud Démare                             | 26. August 1991    | Frankreich     | CC Nogent-sur-Oise (2011)         |
| Kilian Frankiny                           | 26. Januar 1994    | Schweiz        | BMC Racing Team (2018)            |
| Jacopo Guarnieri                          | 14. August 1987    | Italien        | Katusha (2016)                    |
| Ignatas Konovalovas                       | 8. Dezember 1985   | Litauen        | Marseille 13 KTM (2015)           |
| Matthieu Ladagnous                        | 12. Dezember 1984  | Frankreich     | Entente Sud Gascogne (2005)       |
| Tobias Ludvigsson                         | 22. Februar 1991   | Schweden       | Giant-Alpecin (2016)              |
| Rudy Molard                               | 17. September 1989 | Frankreich     | Cofidis, Solutions Crédits (2016) |
| Thibaut Pinot                             | 29. Mai 1990       | Frankreich     | Club Cycliste d'Étupes (2009)     |
| Sébastien Reichenbach                     | 28. Mai 1989       | Schweiz        | IAM Cycling (2015)                |
| Marc Sarreau                              | 10. Juni 1993      | Frankreich     | Armée de terre (2014)             |
| Romain Seigle                             | 11. Oktober 1994   | Frankreich     | Club Cycliste d'Étupes (2017)     |
| Benjamin Thomas                           | 12. September 1995 | Frankreich     | Armée de terre (2017)             |
| Léo Vincent                               | 6. November 1995   | Frankreich     | Club Cycliste d'Étupes (2016)     |
|                                           |                    |                |                                   |
| Quellen: ProCyclingStats Cycling Quotient |                    |                |                                   |